# Pierre Lepère
Pour les articles homonymes, voir Lepère.
Pierre Lepère est un romancier, poète et essayiste français né à Lyon le 11 décembre 1944 et mort à Paris le 18 novembre 2023.

## Biographie
Étudiant à l'École normale des instituteurs, Pierre Lepère a eu comme professeur Philippe Léotard.
Il a créé et dirige depuis septembre 2018 la collection « Les 4 saisons » chez Z4 Éditions. Il est décédé le 18 novembre 2023 à Paris.

## Œuvres
- Les Antipodes, poèmes, Paris, Éditions Gallimard, coll. « Le Chemin », 1976, 102 p. (BNF 34695957)
- Création poétique et poésie : de l’aube de la Renaissance au crépuscule du romantisme, essai, Paris, Éditions Bordas, coll. « Littérature vivante », 1990, 127 p.  (ISBN 2-86311-200-7)
- L’Imprévu de tout désir, poèmes, Paris, Éditions Gallimard, coll. « Le Chemin », 1990, 112 p.  (ISBN 2-07-072012-8)
- L’Âge du furieux, 1532-1859 : une légende dorée de l'excès en littérature, essai, Paris, Éditions Hatier, coll. « Brèves littérature », 1994, 237 p.  (ISBN 2-218-00534-4) - rééd. la Différence, 2006
- L’Héritage de la nuit, roman, Paris, Éditions de la Différence, coll. « Littérature », 1995, 214 p.  (ISBN 2-7291-1052-6)
- Monsieur d’ailleurs, roman, Paris, Éditions de La Différence, coll. « Littérature », 1996, 255 p.  (ISBN 2-7291-1155-7)
- L’Étoile absinthe, Paris, Éditions Verticales, 1997, 197 p.  (ISBN 2-84335-079-4)
- L’Ami d’Angelo, littérature jeunesse, Paris, Éditions Gallimard Jeunesse, coll. « Page blanche », 1999, 137 p.  (ISBN 2-07-052643-7)
- La Jeunesse de Molière, ill. de Philippe Mignon, littérature jeunesse, Paris, Éditions Gallimard Jeunesse, coll. « Page blanche », 1999, 208 p.  (ISBN 2-07-051944-9)
- Au nom de la Pompadour, roman, Paris, Éditions Flammarion, 2001, 266 p.  (ISBN 2-08-068143-5)
- Le Petit Anarchiste, roman, Paris, Éditions de La Différence, coll. « Littérature », 2001, 141 p.  (ISBN 2-7291-1335-5)
- Fragile paradis, roman, Paris, Éditions Berg International, coll. « Monde à part », 2002, 93 p.  (ISBN 2-911289-46-3)
- La gloire est un éclat de verre, roman, Paris, Éditions de l’Archipel, 2002, 255 p.  (ISBN 2-84187-367-6)
- Les Lèvres de la Joconde, roman, Paris, Éditions de l’Archipel, 2003, 283 p.  (ISBN 2-84187-492-3)
- La Dame de Provins, roman, Paris, Éditions de l’Archipel, 2004, 230 p.  (ISBN 2-84187-594-6)
- Un couple désespéré, roman, Paris, Éditions de La Différence, coll. « Littérature », 2006, 287 p.  (ISBN 2-7291-1635-4)
- Cœur citadelle, poèmes, Paris, Éditions de La Différence, coll. « Clepsydre », 2008, 76 p.  (ISBN 978-2-7291-1761-0)
- La Folardie, roman, Paris, Éditions de La Différence, coll. « Littérature », 2009, 144 p.  (ISBN 978-2-7291-1810-5) [lire en ligne]
- Le Ministère des ombres, roman, Paris, Éditions de La Différence, coll. « Littérature », 2010, 256 p.  (ISBN 978-2-7291-1894-5)[5]
- Un prince doit venir, roman, Paris, Éditions de La Différence, coll. « Littérature », 2011, 288 p.  (ISBN 978-2-7291-1947-8)[6]
- Le Locataire de nulle part, poèmes, Paris, Éditions de La Différence, coll. « Clepsydre », 2013, 80 p.  (ISBN 978-2-7291-2041-2) [lire en ligne]
- Marat ne dort jamais, roman, Paris, Éditions de La Différence, coll. « Littérature », 2014, 384 p.  (ISBN 978-2-7291-2063-4)[7],[8]
- Les Roses noires de la Seine et Marne, roman, Paris, Éditions de La Différence, coll. « Littérature », 2016  (ISBN 978-2-7291-2158-7)[9]
- Gibier fantôme, roman, Z4 Éditions, 2018  (ISBN 978-0244378790)
- L'Assassin et son double, roman, Z4 Éditions, 2018  (ISBN 978-0244983376)
- L'Oiseleur, poèmes, Z4 Éditions, 2018  (ISBN 978-0244689032)[10]
- Le Démon des solitaires, roman, Z4 Éditions, 2019  (ISBN 978-2-490595341)
- Les amours circulaires, roman, Z4 Éditions, 2019  (ISBN 978-2-490595853)
- Presque un rêve, poèmes, Z4 Éditions, 2021  (ISBN 978-2-381130293)
- Écrit sur le sable, Poèmes secrets, poèmes, préface de Robert Notenboom, Douro, 2021  (ISBN 978-2492381836)